# ميدان (فلم هندي)
ميدان هو فيلم درامي رياضي هندي باللغة الهندية لعام 2024 شارك في كتابته وإخراجه أميت رافيندرناث شارما وإنتاج أكاش تشاولا وأرونافا جوي سينجوبتا وبوني كابور واستوديوهات زي . يلعب أجاي ديفجن دور سيد عبد الرحيم ، مدرب كرة القدم في الهند بين عامي 1952 و1962.
تم إصدار عروض معاينة الفيلم في 10 أبريل 2024. مسرحيًا، تم إصدار الفيلم في جميع أنحاء العالم في 11 أبريل 2024، بالتزامن مع عيد الفطر .

## القصة
يروي الفيلم، الذي يمتد من عام 1952 إلى عام 1962، حياة ورحلة سيد عبد الرحيم ، مدرب كرة القدم المرموق الذي أحدث ثورة في هذه الرياضة في الهند. نظرًا لمساهمته الهائلة في كرة القدم، أطلق على الفريق الهندي لكرة القدم لقب "البرازيل الآسيوية" حيث لعبوا بطريقة 4-2-4.
ان العزيمة والاصرار لرحيم وقيادته ورؤيته إلى أن يصبح شخصية بارزة في تاريخ الرياضة الهندية. إنه يجسد التحديات والتضحيات ولحظات الانتصار لكل من رحيم والفريق الهندي لكرة القدم وهم يسعون جاهدين للتغلب على العقبات المجتمعية وحفر أسمائهم على المسرح العالمي. أدى ذلك إلى حصول الهند على ميداليتين ذهبيتين في دورة الألعاب الآسيوية عام 1951 والألعاب الآسيوية عام 1962 بينما أصبح فريق الهند لكرة القدم أول فريق كرة قدم آسيوي على الإطلاق يتأهل إلى الدور نصف النهائي من دورة الألعاب الأولمبية الصيفية لعام 1956 .

## الممثلون
- أجاي ديفجان بدور سيد عبد الرحيم الملقب برحيم صعب
- برياماني في دور سايرة رحيم
- جاجراج راو في دور روي تشودري
- ديفيانش تريباثي بدور سيد شهيد حكيم، ابن رحيم
- نيتانشي جويل بدور ابنة رحيم
- عائشة فيندهارا بدور ابنة رحيم
- مينال باتل في دور والدة رحيم
- رودرانيل غوش في دور شوبهانكار
- بحر الإسلام بدور أنجان
- زهير ميرزا في دور مورارجي ديساي
- مادور ميتال في دور فورتوناتو فرانكو
- تشيتانيا شارما في دور براديب كومار بانيرجي
- تيجاس رافيشانكار في دور بيتر ثانغاراج
- دافيندر جيل في دور جارنيل سينغ
- أمارتيا راي في دور تشوني جوسوامي
- سوشانت وايداندي في دور تولسيداس بالارام
- أبهيلاش ثابليال في دور ديف ماثيو
- مانانديب سينغ في دور تريلوك سينغ باسيرا
- فيشنو جي فاريير في دور يا شاندراشيكار
- رافائيل خوسيه في دور د. إثيراج
- جايانث ف. في دور أروميناياغام
- أمان مونشي في دور آرون غوش
- ساي كيشور في دور DMK Afzal
- أمانديب ثاكور في دور رام بهادور شيتري
- تانماي بهاتاشارجي في دور براديوت بارمان
- أركو داس في دور براسانتا سينها
- براجوال ماسكي في دور يوسف خان
- ريشاب جوشي في دور سيد شهيد
- فيجاي موريا كمعلق هندي
- بافيترا ساركار مدربًا لفريق البنغال
- بورنيندو بهاتاشاريا في دور الطبيب
- شروثي مينون كمغنية نادي الجاز

## الإنتاج
بدأ التصوير الرئيسي في 19 أغسطس 2019 وشهد تأخيرات طويلة بسبب جائحة كوفيد-19 وانتهى إعصار نيسارغا في مايو 2022. كان من المقرر أن يُعرض الفيلم في دور العرض في 3 يونيو 2022 ولكن تم تأجيله بسبب أعمال ما بعد الإنتاج الوشيكة. كان من المقرر أن يُعرض الفيلم في 23 يونيو 2023 ولكن تم تأجيله مرة أخرى.
تم إنتاج الفيلم بميزانية قدرها 250 كرور .

## موسيقى
موسيقى الفيلم من تأليف AR Rahman بينما كلمات الأغاني كتبها مانوج منتصر . تم إصدار أول أغنية بعنوان "ميرزا" في 18 مارس 2024  تم إصدار الأغنية الثانية بعنوان "نحن فريق الهند" في 27 مارس 2024.
| #  | عنوان            | المدة |
| -- | ---------------- | ----- |
| 1. | "ميرزا"          | 5:16  |
| 2. | "نحن فريق الهند" | 2:43  |
| 3. | "رانجا رانجا"    | 2:58  |
| 4. | "لن تكسر القلوب" | 4:18  |
| 5. | "اتركه"          | 6:47  |

## العرض

### مسرحياً
تم دفع العرض للفيلم في 10 أبريل 2024، قبل إطلاقه على مستوى البلاد في اليوم التالي في 11 أبريل بالتزامن مع العيد، بالتنسيقات القياسية و IMAX. 

### وسائل الإعلام المنزلية
حصلت شركة أمازون برايم فيديو على الحقوق الرقمية للفيلم وحقوق القمر الصناعي التي حصلت عليها شركة ستار جولد .

## الاستقبال
على موقع الطماطم الفاسدة، كانت 67% من آراء 6 نقاد إيجابية، بمتوسط تقييم 4/10.
صنفت سناء فرزين من إنديا توداي الفيلم بـ 4 من أصل 5 نجوم وقالت " أجاي ديفجان يحقق الذهب مرة أخرى" 
بوليوود هانجاما قيم 4 من أصل 5 نجوم وكتب " ميدان هو أحد أفضل أفلام بوليوود الرياضية التي تعتمد على أداء يستحق الجائزة الوطنية لأجاي ديفجان." 
شبرا جوبتا من اكسبريس الهندية صنفت الفيلم 2.5 / 5 وكتبت " ... يجعلك ترغب في التصفيق والهتاف وإلقاء دمعة فخورة." "وقال "يلعب أجاي ديفجان دور سيد عبد الرحيم بصدق . يتمتع فريقه بنوع من التركيبة التوافقية التي تجعلك تحن إلى الماضي.
دافال روي من تايمز أوف إينديا أعطى 4 نجوم من أصل 5 وقال، "يتألق أجاي ديفجان في دور رحيم، ويصبح شخصية أكبر في الحياة على الرغم من سلوكه الهادئ والبسيط والكريم.
وكتب بنجاب كيساري : "إن تقديم السيرة الذاتية لشخص له علاقة بالرياضة على الشاشة لا يقل عن التحدي، لكن المخرج أميت شارما لم يقبل هذا التحدي بكل سرور فحسب، بل نجح فيه".
قال فينامرا ماثور من Firstpost ، "مع ميدان وشارما والكاتب ريتيش شاه يريدون أن يأخذونا خلال الخمسينيات ويظهرون ما تعنيه اللعبة للهند"، وصنفوا الفيلم بـ 3 نجوم من أصل 5 
ريشيل جوغاني من بينكفيلا أعطى الفيلم 3.5 نجمة من أصل 5 وقال: "الميدان هو عمل عاطفي، لا يمكن تصوره إلا من قبل شخص متحمس حقًا لرواية القصة المستضعفة للمنتخب الهندي لكرة القدم." 
استعرضت مجلة Mayapuri الفيلم قائلة: "الميدان هو الفيلم الذي سيبقى معك لسنوات قادمة"، وأعطت 4 نجوم من أصل 5 
صرح أنوج كومار من الصحيفة الهندوسية أن "فيلم الميدان يحتاج إلى أن يكون مأهولًا حيث يأمل المرء أن يحفز جيل الشباب على نقل حبهم للعبة من الشاشات إلى الملعب وإثبات القول بأن رحيم أخذ كرة القدم الهندية معه بشكل خاطئ." 

## أنظر أيضا
- الأفلام المصنوعة في الهند حول موضوع الرياضة
- قائمة الأفلام المصنوعة في الهند على كرة القدم
- فريق الهند لكرة القدم
- الثقافة الرياضية في الهند